# Thierry Ndikumwenayo
Thierry Ndikumwenayo (* 26. März 1997 in Kyriama, Burundi) ist ein burundisch-spanischer Leichtathlet der hauptsächlich in Langstrecken- und Crossläufen an den Start geht.

## Sportliche Laufbahn
2014 startete Ndikumwenayo er in seinen ersten internationalen Wettkämpfen. Im August trat er im 3000-Meter-Lauf bei den Olympischen Jugendspielen in Nanjing an, bei denen er mit einer Zeit von 8:06,05 min die Silbermedaille gewinnen konnte. 2015 trat er im März bei den U20-Afrikameisterschaften in Addis Abeba über 5000 Meter an, bei denen er den siebten Platz belegte. Im September nahm er über die gleiche Distanz an den Afrikaspielen in Brazzaville teil, bei denen er mit Bestzeit von 13:27,38 min den neunten Platz belegte. 2016 trat er über 5000 Meter auch bei den Afrikameisterschaften in Durban an, bei denen er sich abermals bis auf 13:26,24 verbesserte, die für ihn den siebten Platz bedeutete. Im Juli war er für die Teilnahme an den U20-Weltmeisterschaften qualifiziert, konnte in Polen allerdings nicht an den Start gehen. 2017 nahm Ndikumwenayo in Kampala erstmals an Crosslauf-Weltmeisterschaften teil, kam bei seiner Premiere allerdings nicht über Platz 95 hinaus. Im Frühjahr des darauffolgenden Jahres trat er in Birmingham bei den Hallenweltmeisterschaften über 3000 Meter an, bei denen er als Neunter seines Vorlaufes ausschied. 2019 trat er in Aarhus zum zweiten Mal bei Crosslauf-Weltmeisterschaften an. Diesmal lief es für bedeutend besser, er erreichte nach 10 Kilometern als Neunter das Ziel. Anfang Oktober trat er über 10.000 Meter bei den Weltmeisterschaften in Doha an, eine Strecke, die er zuvor in keinem internationalen Rennen je gelaufen war. Bei seiner WM-Premiere erreichte er nicht das Ziel.
Anfang Juni 2022 lief er beim Diamond-League-Meeting in Rom in 12:59,39 min eine neue 5000-Meter-Bestzeit. Im August setzte er sich beim Meeting in Monaco in 7:25,93 min mit neuem Landesrekord, Meetingrekord und Jahresweltbestzeit im 3000-Meter-Lauf gegen die Konkurrenz durch.
2024 wurde Ndikumwenayo spanischer Meister im Crosslauf.

## Wichtige Wettbewerbe
| Jahr                | Veranstaltung                 | Ort                 | Platz               | Disziplin           | Zeit                |
| Startet für Burundi | Startet für Burundi           | Startet für Burundi | Startet für Burundi | Startet für Burundi | Startet für Burundi |
| ------------------- | ----------------------------- | ------------------- | ------------------- | ------------------- | ------------------- |
| 2014                | Olympische Jugendspiele       | Nanjing             | 2.                  | 3000 m              | 8:06,05 min         |
| 2015                | U20-Afrikameisterschaften     | Addis Abeba         | 7.                  | 5000 m              | 15:11,49 min        |
| 2015                | Afrikaspiele                  | Brazzaville         | 9.                  | 5000 m              | 13:27,38 min        |
| 2016                | Afrikameisterschaften         | Durban              | 7.                  | 5000 m              | 13:26,24 min        |
| 2016                | U20-Weltmeisterschaften       | Bydgoszcz           |                     | 5000 m              | DNS                 |
| 2017                | Crosslauf-Weltmeisterschaften | Kampala             | 95.                 | Erwachsenenrennen   | 32:55 min           |
| 2018                | Hallenweltmeisterschaften     | Birmingham          | 14.                 | 3000 m              | 8:09,11 min         |
| 2019                | Crosslauf-Weltmeisterschaften | Aarhus              | 9.                  | Erwachsenenrennen   | 32:29 min           |
| 2019                | Weltmeisterschaften           | Doha                |                     | 10.000 m            | DNF                 |

## Persönliche Bestleistungen
Freiluft
- 3000 m: 7:25,93 min, 10. August 2022, Monaco (burundischer Rekord)
- 5000 m: 12:48,10 min, 30. Mai 2024, Oslo
- 10.000 m: 27:26,57 min, 22. Mai 2024, Castelló de la Plana

Straße
- 5-km-Lauf: 13:17 min, 27. April 2024, Herzogenaurach, (spanischer Rekord)
- 10-Kilometer-Lauf: 28:04 min, 27. Februar 2022, Castello

Halle
- 7:48,38 min, 15. Februar 2023, Liévin

## Leben
Ndikumwenayo stammt aus dem Norden Burundis, wo er in ärmlichen Verhältnissen aufwuchs. Aufgrund der lokalen Verhältnisse begann er erst vergleichsweise spät, im Alter von 16 Jahren, mit der Leichtathletik, da es in seinem Heimatland kaum Trainingsplätze gibt und die Leichtathletik keinen populären Sport im Vergleich zu den Nachbarländern darstellt. Während der Olympischen Jugendspiele 2014, wurde ein spanischer Trainer auf ihn aufmerksam. Er besuchte ihn in seiner Heimat und konnte ihn anschließend 2015, als Ndikumwenayo 17 Jahre als war, nach Alicante holen, wo er Teil einer Trainingsgruppe mit weiteren aus Afrika stammenden Sportlern wurde. Dort fand er, nach anfänglichen Problemen mit dem Visa, auch bald eine Arbeitsstelle. Heute lebt er in Castellón de la Plana in Spanien und wird vom Italiener Massimo Pegoretti trainiert. Seit April 2023 ist er berechtigt in nationalen Wettkämpfen als Spanier an den Start zu gehen und in naher Zukunft auch in internationalen Wettkämpfen.